# الخضرمة
الخضرمة مستوطنة قديمة تقع في منطقة الرياض (إقليم اليمامة قديمًا) وسط المملكة العربية السعودية.

## الموقع
هي إحدى أهم المستوطنات في إقليم اليمامة (منطقة الرياض الآن)٬ ويظن أنها مستوطنة البنّة التي توجد بقاياها على بعد كيلو متر واحد إلى الشمال الشرقي من قرية اليمامة الحالية ٬ وتأخذ الرقم (30 / 207) في سجلات وكالة الآثار والمتاحف السعودية.

## في كتب الرحالة
ذكر أبو إسحاق إبراهيم الحربي أن الخضرمة محطة على طريق الحج تقع بين حجر والخرج٬ ويذكر الهمداني أنه بعد أن تقطع هباء ثم الروضة تصل إلى الخضرمة (جو الخضارم) مدينة وقرى وفيها سوق الأخضر بن يوسف٬ وهي أول اليمامة لمن قصد البحرين.
ويذكر في مكان آخر أنه ملك الخضرمة بعد بني عُبيد من حنيفة آل بني حفصة٬ ثم ملك عليها الأخضر بن يوسف العلوي فسكنها. وفي موضع آخر يصف الطريق فيذكر أنه من نجران إلى العقيق أربع مراحل٬ ومن العقيق إلى الفلج سبع لطاف٬ ومن الفلج إلى الخرج ثلاث مراحل خفاف٬ ومن الخرج إلى الخضرمة مرحلة٬ وبين الخضرمة والفقي٬ وهو طريق اليمامة أربع مراحل .
وربما أن ناصر خسرو أهم من زارها من الرحالة المسلمين على الرغم من أنه لم يذكرها بالاسم إنما ذكر اليمامة التي يظن الباحثون أنها الخضرمة. وتأتي أهميته من تركه وصفًا لها أفاد بأن فيها حصنًا كبيرًا قديمًا٬ والمدينة والسوق٬ حيث الصناع من كل نوع٬ يقعان خارج الحصن٬ وبها مسجد جميل. وجاء ذكرها أيضًا عند ياقوت الحموي الذي ذكر أنها بلد بأرض اليمامة لربيعة، وذكر عن الحازمي أن جَو اليمامة٬ ويقال لبلدهاخضرمة (بكسر الخاء والراء).
أما بالنسبة إلى الرحالة الأجانب فإن أول رحالة أوروبي٬ وربما أنه الأوروبي الوحيد الذي ازرها٬ هو هاري سنت جون فيلبي عام 1336 هـ الموافق 1918م٬ وقد أشار إلى احتمالية أنها عاصمة لمملكة قديمة.

## الاستكشاف
فيما يخص الأعمال الآثارية التي عُملت في الموقع٬ فهي لا تزيد على عملين، الأول قام به فريق من وكالة الآثار والمتاحف عام 1398 هـ الموافق 1978م٬ وقد عثر ذلك الفريق على مجموعة من الأواني الفخارية السطحية وقدم وصفًا للموقع. أما العمل الثاني فقد أجري عام 1408 هـ الموافق 1988م٬ إذ أجري - بعد المسح - عددًا من المجسات الاختبارية.

## الآثار
يُعد موقع الخضرمة من أكبر المواقع الآثارية الواقعة الآن في المملكة العربية السعودية، نظرًا إلى امتداد بقايا الجدران لمسافات طويلة٬ وكذلك اللجدران لمسافات طويلة، وكذلك اللقى السطحية الممثلة في كِسر الأواني الفخارية. ويتبين أيضًا أن الموقع قد استوطن خلال عدد من فترات الاستيطان، ما يوحي بأنه كان بالإضافة إلى مستوطنة الخرج نقطة الثقل الاستيطاني في وادي الخرج خلال العصور القديمة٬ ويشتمل الموقع على مواد آثارية ثابتة وأخرى منقولة.

### المواد الآثارية الثابتة
فتتمثل في العمارة التي تبين أنها تتكون من أحياء سكنية بنيت بمادة اللبن الطيني مستطيل
الشكل المخلوط بأعواد التبن٬ وربما استخدمت الحجارة الجيدة في أساسات المنازل. أما غرف المنازل فهي تأخذ أشكالاً مستطيلة ومربعة٬ وثبت احتواء المنازل على تنانير مصنوعة من الصلصال. وتوجد بقايا سور يحيط بجزء من المستوطنة ٬ وربما أنه الجزء الذي أورد ناصر خسرو وصفًا له. وتشتمل الآثار المنقولة على مجموعة كبيرة من كِسر الأواني الفخارية التي يمكن تصنيفها إلى ثلاث مجموعات هي: مجموعة الفخار الملون. ومجموعة الفخار المزجج. ومجموعة الفخار العادي.

### الفخار الملون فيشتمل على ثلاثة أصناف
- الصنف الأكثر منها يتمثل في أواني فخارية ذات عجينة حمراء عليها رسوم شبكية باللون الأحمر الغامق أو الأسود الفاتح.

- وبالنسبة إلى الفخار المزجج فيشتمل على صنفين رئيسين هما:

1. الفخار المزجج بالأخضر ذي الطبقة السميكة
2. والفخار المزجج باللون الأزرق السماوي ذي الطبقة السميكة٬ وكلاهما يظهر بعجينة صفراء مسامية٬ كما توجد كِسر لأواني فخارية مزججة بالأبيض والأسود والأصفر والزيتوني.

- وأما الأواني الفخارية العادية: ففيها تنوع كبير يدل على امتداد زمني طويل٬ كما أن فيها المزخرف وغير المزخرف. ولعل من أميز الأصناف فخار ليلى الأسود والأخضر الذي عثر عليه في مواقع بلدة ليلى في الأفلاج؛ ولذا سُمّي (فخار ليلى)٬ وقد عثر عليه بكميات كبيرة في موقع السيح بالأفلاج٬ وبخاصة في المقابر٬ كما عثر عليه أيضًا في مقابر قرية (الفاو)٬ وفي وادي الدواسر في موقع جو٬ أو كما يسمى محليًا الملقطة في محافظة وادي الدواسر. وهناك عدة أصناف أخرى تظهر عليها زخرفة متنوعة مثل الخطوط المتموجة٬ وخطوط أسنان المشط٬ والتصبيع٬ والدوائر٬ والمثلثات المقطوعة٬ وعدد آخر من العناصر الزخرفية.

وعثر في الموقع على القليل من قطع العملة٬ منها قطعة فضية مجوفة عليها رسوم وأحرف عربية قديمة٬ وقطعة برونزية تظهر عليها حروف بالقلم المسند العربي القديم. ومن الصناعات المعدنية عثر على عدد من الخواتم المصنوعة من الفضة لبعضها فصوص٬ وعلى البعض منها رموز٬ وبعضها خواتم دون فصوص (دبل).
واكتشف في الموقع مشغولات زجاجية اشتملت على كِسر الأواني الزجاجية التي قد تكون مصنوعة من الزجاج المعتم أو من الزجاج الشفاف٬ كما أن من المصنوعات الزجاجية مجموعة من الأساور قد تكون بلون واحد مثل الأزرق أو الأسود أو الأحمر٬ وقد تكون مطعمة بألوان أخرى مثل الأصفر والأبيض والأخضر٬ ويكون السوار (الإسوارة) من عجينة الزجاج ذات اللون العاجي. وجدت في الموقع أيضًا مجموعة من المشغولات الحجرية٬ منها كِسر أواني مصنوعة من الحجر الصابوني ومدقات حجرية مصنوعة من الحجر الرملي ٬ ومجموعة من الأصداف البحرية٬ وكِسر بيض النعام.